# Імай-Кармалинська сільська рада
Іма́й-Кармали́нська сільська рада (рос. Имай-Кармалинский сельский совет) — муніципальне утворення у складі Давлекановського району Башкортостану, Росія. Адміністративний центр — село Імай-Кармали.

## Населення
Населення — 1246 осіб (2019, 1505 в 2010, 1584 в 2002).

## Склад
До складу поселення входять такі населені пункти:
| Населений пункт         | Населення, осіб (2002) | Населення, осіб (2010) |
| ----------------------- | ---------------------- | ---------------------- |
| Батраки, присілок       | 86                     | 88                     |
| Волга, присілок         | 17                     | 0                      |
| Імай-Кармали, село      | 348                    | 330                    |
| Каратал, присілок       | 106                    | 87                     |
| Мусагітово, присілок    | 52                     | 35                     |
| Новомрясово, присілок   | 144                    | 170                    |
| Старомрясово, село      | 233                    | 259                    |
| Ташлитамак, присілок    | 118                    | 113                    |
| Ташли-Шаріпово, село    | 363                    | 344                    |
| Япар-Янбеково, присілок | 117                    | 79                     |